# Klanjeci újkastély
A Klanjeci újkastély egy 17. századi főúri kastély romja Horvátországban, a Klanjechez tartozó Novi Dvori Klanječki településen. 

## Fekvése
A kastély romjai a falu központjában, a falut átszelő főút keleti oldalán találhatók. A kastélyt egy nagyobb dombra emelték, ahonnan egyenes rálátás esett a Szutla folyó völgyére és a Klanjeci hegységtől öt kilométerrel messzebbre lévő déli, Bizelji-hegység lankáira.

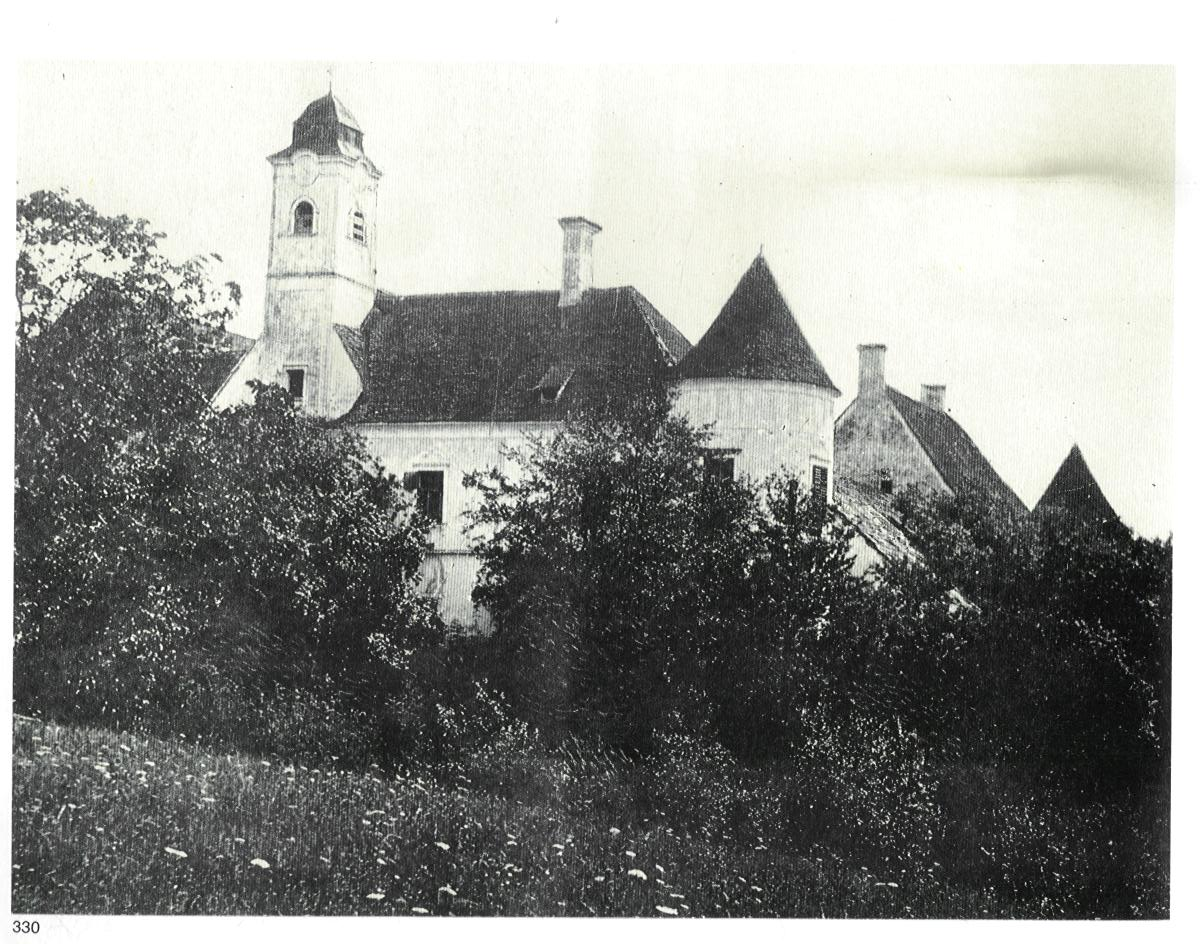
Novi dvor 1939-ben

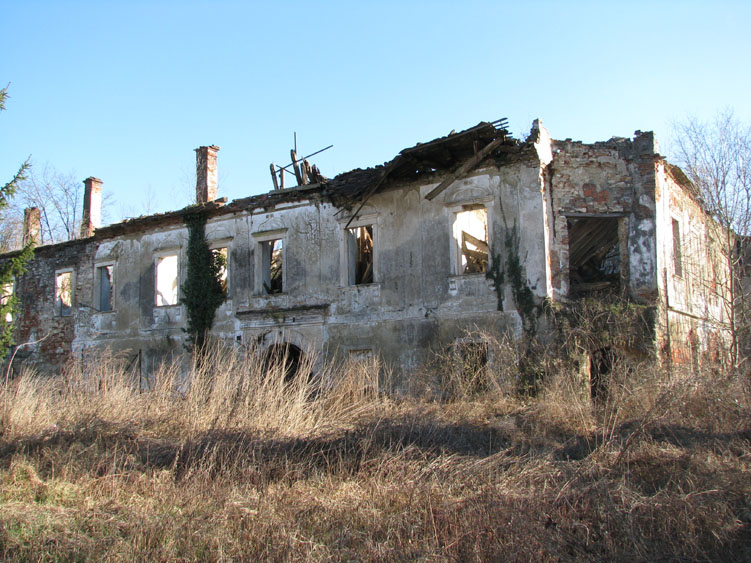
A kastély romjai

## Története
Novi dvor reneszánsz kastélyát 1603-ban építtette Erdődy Tamás horvát bán a sziszeki csata győztese. Erről a kastély bejárata feletti felirat tanúskodik. A család lakhelye azelőtt a Klanjec feletti középkori Császárvár volt, ez azonban az idők folyamán kényelmetlenné vált. A kastély a köznép Novi dvornak, azaz újkastélynak nevezte el. Az uradalom a 18. században az Erdődyek két ága között oszlott meg. A kastély a 18. században az átépítések következtében jelentősen megváltozott. A kastély nyugati szárnyában, még a barokk korban, Erdődy Miklós emeltette a Xavéri Szent Ferenc kápolnát, amit térhatású faliképekkel díszítettek. Harangtornyát 1812-ben építették. 1860 körül Jakob Bruckner vásárolta meg a kastélyt a hozzá tartozó uradalommal együtt. Itt töltötte élete utolsó napjait és itt hunyt el 1861-ben Antun Mihanović a horvát himnusz költője. A második világháború után a gazdátlanul maradt épületek egyre rosszabb állapotba kerültek és felújítás hiányában romosakká váltak. Anyagának nagy részét a lakosság egyszerűen széthordta, de romjai még így is jelentősek.

## Mai állapota
Ez volt az első zárt típusú, belső udvaros zagorjei kastély. A kastélynak három épületszárnya volt, belül a földszinti rész árkádos kialakítással, sarkain kerek tornyokkal. A negyedik oldalon csak falat építettek. A kastélytól északra voltak a gazdasági épületek. A kastély ma teljesen romokban áll.